# 3614-es mellékút (Magyarország)
A 3614-es számú mellékút egy valamivel több, mint 7 kilométeres hosszúságú, négy számjegyű mellékút Borsod-Abaúj-Zemplén vármegye délkeleti részén; Mezőzombort köti össze egyrészt Szerencs központjával, másrészt a 37-es és a 39-es főutak csomópontjával.

## Nyomvonala
A 37-es főútból ágazik ki, annak a 28+450-es kilométerszelvénye közelében lévő körforgalmú csomópontjából, Szerencs központjában, délkelet felé, a Körömtől Taktaharkányon át idáig húzódó 3611-es út egyenes folytatásaként. Kezdeti szakasza a Rákóczi út nevet viseli, majd körülbelül 650 méter után kiágazik belőle délnyugat felé a Budapest–Sátoraljaújhely-vasútvonal, a Szerencs–Hidasnémeti-vasútvonal és a Szerencs–Nyíregyháza-vasútvonal Szerencs vasútállomását kiszolgáló 36 304-es számú mellékút; ugyanott északkeleti irányt vesz és Kandó Kálmán út lesz a neve. Nem sokkal ezután újból délebbnek fordul, keresztezi a vasutat és a Dobó Kata út nevet veszi fel. Körülbelül 1,6 kilométer megtételét követően lép ki a belterületről, és ott szinte azonnal átszeli Szerencs keleti határát is.
Mezőzombor területén folytatódik, keleti irányban haladva; a község első házait a harmadik kilométere táján éri el. Települési neve előbb Dobó István utca, később Árpád utca; ez utóbbi néven halad el, a 4+850-es kilométerszelvénye közelében (ott már északkeleti irányt követve) Mezőzombor vasútállomás térsége mellett, majd újból keresztezi a nyíregyházi vasútvonalat és kilép a lakott területről. A település keleti külterületei között ér véget, visszatorkollva a 37-es főútba, annak a 35+100-as kilométerszelvénye közelében lévő körforgalmú csomópontjába; ugyanott ér véget, a körforgalomhoz észak felől csatlakozva az Encstől a Zempléni-hegység déli részén keresztül odáig húzódó 39-es főút is.
Teljes hossza, az országos közutak térképes nyilvántartását szolgáló kira.kozut.hu adatbázisa szerint 7,080 kilométer.

## Települések az út mentén
- Szerencs
- Mezőzombor